# إدوين إتش أندرسون
إدوين إتش أندرسون (بالإنجليزية: Edwin H. Anderson) هو أمين مكتبة أمريكي، ولد في 27 سبتمبر 1861 في زيونسفيل في الولايات المتحدة، وتوفي في 29 أبريل 1947 في إيفانستون في الولايات المتحدة.